# Пам'ятки архітектури Ковельського району
Станом на 1 січня 2009 року у Ковельському районі Волинської області нараховується 19 пам'яток архітектури, з яких 9 — національного значення.
| № п/п                  | Найменування пам'ятки (матеріал)     | Адреса                      | Дата спорудження (автор) | Охор. № та № у комплексі | Дата і № рішення                                  |
| Національного значення | Національного значення               | Національного значення      | Національного значення   | Національного значення   | Національного значення                            |
| ---------------------- | ------------------------------------ | --------------------------- | ------------------------ | ------------------------ | ------------------------------------------------- |
| 1                      | Успенська церква (мур.)              | с. Доротище                 | 1769 р.                  | 129/1                    | Постанова Ради Міністрів УРСР від 24.08.63 № 970  |
| 2                      | Дзвіниця Успенської церкви (дер.)    | с. Доротище                 | кін. 19 ст.              | 129/2                    | -//-                                              |
| 3                      | Михайлівська церква (дер.)           | с. Дроздні                  | 1710 р.                  | 130                      | -//-                                              |
| 4                      | Михайлівський костел (мур.)          | смт. Голоби, Грушевського,3 | 1711-1728 рр.            | 140                      | -//-                                              |
|                        | Садиба Вільгів (мур.)                | смт. Голоби                 | 18-поч.20ст.ст.          | 1027                     |                                                   |
| 5                      | Садибний будинок (мур.)              | вул. Шевченка, 14           | поч. 20 ст.              | 1027/1                   | Постанова Ради Міністрів УРСР від 06.09.79 № 442  |
| 6                      | В'їзна брама садиби (мур.)           | вул. Шевченка, 14           | 18 ст.                   | 1027/2                   | -//-                                              |
| 7                      | Георгіївська церква (мур.)           | вул. Грушевського, 6        | 1783 р.                  | 1028/1                   | -//-                                              |
| 8                      | Дзвіниця Георгіївської церкви (дер.) | вул. Грушевського, 6        | 18 ст.                   | 1028/2                   | -//-                                              |
| 9                      | Дмитрівська церква (дер.)            | с. Гішин                    | 1567 р.                  | 1029                     | -//-                                              |
| Місцевого значення     |                                      |                             |                          |                          |                                                   |
| 10                     | Поштова станція (мур.)               | с. Воля Любитівська         | 19 ст.                   | 170-м                    | Рішення виконкому обласної ради від 03.04.92 № 76 |
| 11                     | Будинок залізничної станції (мур.)   | смт. Голоби                 | 1903 р.                  | 171-м                    | -//-                                              |
| 12                     | Хрестовоздвиженська церква (дер.)    | с. Козлиничі                | 1888 р.                  | 172-м                    | -//-                                              |
| 13                     | Покровська церква (дер.)             | с. Любитів                  | 17-19 ст.                | 173-м                    | -//-                                              |
| 14                     | Костел (мур.)                        | с. Мельниця                 | 1802-1881 рр.            | 174-м                    | -//-                                              |
| 15                     | Михайлівська церква (дер.)           | с. Пісочне                  | 1866 р.                  | 175-м                    | -//-                                              |
| 16                     | Дмитрівська церква (дер.)            | с. Підліси                  | 1910 р.                  | 176-м                    | -//-                                              |
| 17                     | Церква Різдва Богородиці (дер.)      | с. Погиньки                 | 1903 р.                  | 177-м                    | -//-                                              |
| 18                     | Церква Різдва Богородиці (дер.)      | с. Рокитниця                | 1784 р.                  | 178-м                    | -//-                                              |
| 19                     | Церква Іоанна Богослова (дер.)       | с. Скулин                   | 1878 р.                  | 179-м                    | -//-                                              |
|                        |                                      |                             |                          |                          |                                                   |

## Джерело
- [Архівовано 9 листопада 2016 у Wayback Machine.] Пам'ятки Волинської області